# Shakespeare's Sister (canción)
«Shakespeare's Sister» (en españolː "Hermana de Shakespeare") es un sencillo de la banda británica The Smiths, lanzado en marzo de 1985. Apareció por primera vez en un álbum en 1987 a través de las compilaciones Louder Than Bombs y The World Won't Listen. 
Su título hace referencia a una sección del ensayo feminista de Virginia Woolf, A Room of One's Own, donde Woolf afirma que si William Shakespeare hubiera tenido una hermana igual en talento, como mujer, no habría tenido la oportunidad de hacer uso de él. 
Otra interpretación del título es que se refiere a la obra de Tennessee Williams The Glass Menagerie la llamada caballero, que está cortejando a la hermana de Tom Wingfield, se refiere a Tom como "Shakespeare" en la obra - y hay otras alusiones a la obra en el letra de la canción. 
En la portada del sencillo original aparece Pat Phoenix, conocida por su larga participación en la serie de televisión británica Coronation Street. 
La banda Shakespears Sister fue nombrada después de la canción.
| 7" RT181 |                        |          |  |
| N.º      | Título                 | Duración |  |
| 1.       | «Shakespeare's Sister» | 2:09     |  |
| 2.       | «What She Said»        | 2:40     |  |

| 12" RTT181 |                        |          |  |
| N.º        | Título                 | Duración |  |
| 1.         | «Shakespeare's Sister» | 2:09     |  |
| 2.         | «What She Said»        | 2:40     |  |
| 3.         | «Stretch Out and Wait» | 2:37     |  |

- Datos: Q3959048